# Szechuanella tenebra
Szechuanella tenebra är en mångfotingart som beskrevs av Hoffman 1961. Szechuanella tenebra ingår i släktet Szechuanella och familjen orangeridubbelfotingar. Inga underarter finns listade i Catalogue of Life.